# Geoffrey Rush
Geoffrey Rush (nascut el 6 de juliol de 1951) és un actor australià nascut a Toowoomba (Queensland), famós per haver interpretat el capità Barbossa a la saga de Pirates del Carib.

## Biografia
Comença a fer d'actor amb la Queensland Theatre Company a Brisbane. Té també un diploma d'art de la Universitat de Queensland. Durant la seva estada a la universitat, s'està a la mateixa cambra que Mel Gibson. Va obtenir un Oscar al millor actor el 1997 pel seu paper a Shine de Scott Hicks.
Geoffrey Rush viu actualment a Camberwell, als afores de Melbourne. Ha invertit molt en la preservació de l'arquitectural local, esdevenint una figura a la campanya de preservació de l'estació de Camberwell contra la seva demolició.
Des de 1988, Geoffrey Rush està casat amb Jane Menelaus, amb qui ha tingut una filla, Angelica, nascuda el 1992, i un fill James, nascut el 1995.
El 2001, és el cap de cartell de El sastre de Panamà de John Boorman al costat de Jamie Lee Curtis, Pierce Brosnan, Brendan Gleeson, Daniel Radcliffe, Jonathan Hyde, o Dylan Baker. El 2003, posa la seva veu a un personatge del blockbuster de l'animació de la Disney-Pixar Buscant en Nemo i encarna el capità Barbossa a  Pirates of the Caribbean: The Curse of the Black Pearl , pirata que s'enfronta a Johnny Depp, Orlando Bloom, Keira Knightley, o Jonathan Pryce. El 2004, encarna el cèlebre actor Peter Sellers a  The Life and Death of Peter Sellers  i un any més tard, el 2005, interpreta un oficial del Mossad a Munich de Steven Spielberg al costat d'Eric Bana, Daniel Craig, Mathieu Kassovitz, Michael Lonsdale, Yvan Attal, o Valeria Bruni-Tedeschi. El 2007, reprèn el seu paper de Barbossa a  Pirates of the Caribbean: At World's End  després d'haver sortit al final de Pirates of the Caribbean: Dead Man's Chest el 2006.

## Filmografia i premis
| Any  | Pel·lícula                                                                | Paper                       | Notes |
| ---- | ------------------------------------------------------------------------- | --------------------------- | --- |
| 1981 | Hoodwink                                                                  | Detectiu 1                  | |
| 1981 | Menotti                                                                   |                             | Sèrie de TV |
| 1982 | Starstruck                                                                | Manager                     | |
| 1987 | Twelfth Night                                                             | Andrew Aguecheek            | |
| 1996 | Shine                                                                     | David Helfgott (adult)      | Oscar al millor actor BAFTA al millor actor Globus d'Or al millor actor dramàtic                                                    |
| 1996 | Mercury                                                                   | Bill Wyatt                  | Sèrie de TV |
| 1996 | Fills de la revolució (Children of the Revolution)                        | Zachary Welch               | |
| 1997 | Frontier                                                                  | David Collins               | minisèrie de TV |
| 1997 | Oscar and Lucinda                                                         | Narrador                    | veu |
| 1998 | A Little Bit of Soul                                                      | Godfrey Usher               | |
| 1998 | Elisabet                                                                  | Sir Francis Walsingham      | BAFTA millor actor secundari |
| 1998 | Els miserables (Les Misérables)                                           | Inspector Javert            | |
| 1998 | Shakespeare in Love                                                       | Philip Henslowe             | Nominat − Oscar al millor actor secundari Nominat − BAFTA al millor actor secundari Nominat − Globus d'Or al millor actor secundari |
| 1999 | Mystery Men                                                               | Casanova Frankenstein       | |
| 1999 | House on Haunted Hill (La mansió de les tenebres) (House on Haunted Hill) | Stephen H. Price            | |
| 2000 | Quills                                                                    | Marquès de Sade             | Nominat − Oscar al millor actor Nominat − BAFTA al millor actor Nominat − Globus d'Or al millor actor dramàtic                      |
| 2000 | The Magic Pudding                                                         | Bunyip Bluegum              | veu |
| 2001 | El sastre de Panamà (The Tailor of Panama)                                | Harold 'Harry' Pendel       | |
| 2001 | Lantana                                                                   | John Knox                   | |
| 2002 | Frida                                                                     | Lev Trotski                 | |
| 2002 | The Banger Sisters                                                        | Harry Plummer               | |
| 2003 | Swimming Upstream                                                         | Harold Fingleton            | |
| 2003 | Ned Kelly                                                                 | Superintendent Francis Hare | |
| 2003 | Nuscant en Nemo (Finding Nemo)                                            | Nigel                       | veu |
| 2003 | Pirates del Carib: La maledicció del Perla Negra                          | Hector Barbossa             | Nominat − Premi Saturn millor actor secundari                                                                                       |
| 2003 | Intolerable Cruelty                                                       | Donovan Donaly              | |
| 2003 | Harvie Krumpet                                                            | Narrador                    | veu |
| 2004 | Digue'm Peter (The Life and Death of Peter Sellers)                       | Peter Sellers               | Globus d'Or al millor actor de minisèrie o telefilm                                                                                 |
| 2005 | Munich                                                                    | Oficial Ephraim del Mossad  | |
| 2006 | Pirates of the Caribbean: Dead Man's Chest                                | Captain Hector Barbossa     | cameo |
| 2006 | Candy                                                                     | Casper                      | |
| 2007 | Pirates of the Caribbean: At World's End                                  | Hector Barbossa             | |
| 2007 | Elizabeth: l'edat d'or                                                    | Sir Francis Walsingham      | |
| 2008 | $9.99                                                                     | Angel                       | veu |
| 2009 | The Warrior's Way                                                         | Ron                         | |
| 2009 | Bran Nue Dae                                                              | Pare benedictí              | |
| 2010 | El discurs del rei (The King's Speech)                                    | Lionel Logue                | BAFTA al millor actor secundari Nominat − Globus d'Or al millor actor secundari                                                     |
| 2010 | Legend of the Guardians: The Owls of Ga'Hoole                             | Ezylryb                     | veu |
| 2010 | Lowdown                                                                   | Narrador (veu)              | Sèrie de TV |
| 2010 | The Warrior's Way                                                         | Ron                         | |
| 2011 | The Eye of the Storm                                                      | Basil Hunter                | |
| 2011 | Pirates of the Caribbean: On Stranger Tides                               | Capità Hector Barbossa      | |
| 2013 | The Eye of the Storm                                                      | Basil Hunter                | |
| 2013 | La migliore offerta                                                       | Virgil Oldman               | |
| 2013 | The Book Thief                                                            | Hans Hubermann              | |
| 2017 | Final Portrait: L'art de l'amistat (Final Portrait)                       | Alberto Giacometti          | |
| 2017 | Pirates of the Caribbean: Dead Men Tell No Tales                          | Capità Hector Barbossa      | |
| 2019 | Amics per sempre (Storm Boy)                                              | Michael Kingley             | |